# Incest
L'incest és la pràctica de relacions sexuals entre parents en primer i segon grau. Al llarg de la història ha primat la prohibició de relacions sexuals entre parents, encara que el grau de relació en què queden prohibides varia segons les cultures i els períodes històrics. Al llarg de la història es troben només tres excepcions a la interdicció universal de l'incest: les de les monarquies de l'antic Egipte; la dels monarques del Tawantinsuyo i les dels antics monarques hawaians. En tots els casos s'hi superposava una raó d'Estat que es podia resumir en l'intent de mantenir concentrat el poder en una família (dinastia); per açò, tals incestos solien ser a vegades nominals i era freqüent la poligínia per part dels barons d'eixes parelles d'incest legalitzat; curiosament, aquests incestos concloïen sovint en guerres dinàstiques fratricides.
La legislació jueva, al capítol 18 del Levític, prohibeix l'incest. Aquesta prohibició inclou la fornicació d'un home amb una dona casada, l'homosexualitat entre homes (o sodomia) i la zoofília. La prohibició fou ampliada pels savis jueus en més d'una generació en casos determinats. El cristianisme acceptà en part les normes jueves, i en part les canvià.
La gran majoria de legislacions del món consideren (per alguna raó o tabú) l'incest com a delicte, encara que sigui practicat amb "mutu consentiment" entre majors d'edat.
Un dels principals motius pels quals l'incest ha sigut prohibit és que moltes persones sostenen que els éssers humans que naixen com a fruit d'una relació incestuosa corren un major risc de desenvolupar retards mentals com a conseqüència dels anomenats "gens recessius". Es planteja que l'incest redueix la necessària variabilitat genètica, que permet la supervivència d'una espècie, però hi ha raons encara més estructurals: la pràctica de l'autèntic incest (en primer grau, relacions coitals del tipus: pare/filla; mare/fill; pare/fill; mare/filla, o de segon grau: relacions coitals entre germans consanguinis) a curt o mitjà termini afecten el desenvolupament de la cultura, en impedir o dificultar l'exogàmia.
Alguns dels que donen suport a l'incest plantegen, en canvi, que des de fa molt de temps, almenys en la cultura occidental, les persones no tenen la procreació com el fi de l'acte sexual, sinó el plaer. Segons ells, una relació sexual incestuosa, que gràcies als mètodes anticonceptius no culmina en procreació, no pot ser acusada d'estar portant una criatura defectuosa al món. Tal acusació, per raons òbvies, tampoc pot fer-se-li a una relació incestuosa homosexual. Ells plantegen que, ja que açò és així, la prohibició absoluta de l'incest no prové en realitat de les raons que comunament es donen, sinó d'un irracional tabú social que hi ha respecte d'això.

## Incest i grau de parentiu
El grau de consanguinitat o parentiu es considera el principal indicador per decidir si una relació és incestuosa, si bé la distància entre els membres de la parella varia segons la cultura. Si es considera el 100% de consanguinitat els bessons idèntics, la majoria de legislacions prohibeixen per incestuoses les relacions que estan igual o per sobre del 25%, i aquestes inclouen: pares i fills (50%), germans (50%), germanastres (25%), avis i nets (25%) i oncles i nebots (25%). Tot i que els dobles cosins mantenen també un 25% de consanguinitat, no acostumen a entrar dins aquests supòsits.

## Personatges incestuosos en la cultura

### Mitologia i incest
- Mitologia grega
  - Èdip i Jocasta.[3]
  - Tiestes viola a la seua filla Pelopea, i així va nàixer Egist.[4]
  - El mític Adonis va nàixer de la unió del rei Tias i la seua filla Mirra.[5]
  - El déu Zeus va violar la seua germana Demèter, amb la qual va tindre a Persèfone, amb qui, al seu torn, va cometre un doble incest en tindre un fill amb aquesta; aquest fill és anomenat Dionís-Zagreos o Yaco.[6]
- Mitologia egípcia: Osiris i Isis.[7]

Pràcticament en totes les mitologies hi ha relats que referixen un incest primordial, el qual és resolt mitjançant una interdicció (prohibició), ja que -per exemple entre els grecs- l'incest s'associava a l'hibris.

### Personatges històrics
- Antic Egipte
  - La dinastia ptolemaica i molts dels faraons predecessors.[8]
- Antiga Roma
  - Neró i sa mare, Agripina la Menor, van mantenir una relació incestuosa.[9]
  - Calígula va cometre incest amb les seues tres germanes: Agripinil·la, Drusil·la i Júlia Livil·la.[10]
- El Casal d'Àustria era conegut pel seu costum de concertar matrimonis cosanguinis, el que va debilitar la genètica familiar.[11]
  - Carles II, l'últim monarca del casal, presentava deficiències físiques i mentals, que el van impedir tenir descendència i van causar-li la mort prematura, als 38 anys.[12] L'Encantat tenia un coeficient de cosanguinitat del 25,4%: els pares eren oncle i neboda; els avis paterns eren cosins de segon grau; i els avis materns, de tercer. Dels 8 besavis del rei, 6 pertanyien a la mateixa família.[13]